# Greene County (Georgia)
Das Greene County ist ein County im Bundesstaat Georgia der Vereinigten Staaten. Der Verwaltungssitz (County Seat) ist Greensboro.

## Geographie
Das County liegt im mittleren Norden von Georgia und ist im Nordosten etwa 60 km von South Carolina entfernt. Es hat eine Fläche von 1052 Quadratkilometern, wovon 47 Quadratkilometer Wasserfläche sind und grenzt im Uhrzeigersinn an folgende Countys: Oglethorpe County, Taliaferro County, Hancock County, Putnam County, Morgan County und Oconee County.

## Geschichte
Greene County wurde am 3. Februar 1786 als 11. County in Georgia aus Teilen des Washington County gebildet. Benannt wurde es nach General Nathanael Greene, einem Helden des amerikanischen Revolutionskrieges.

## Demografische Daten
Laut der Volkszählung von 2010 verteilten sich die damaligen 15.994 Einwohner auf 6.519 bewohnte Haushalte, was einen Schnitt von 2,43 Personen pro Haushalt ergibt. Insgesamt bestehen 8.688 Haushalte.
71,7 % der Haushalte waren Familienhaushalte (bestehend aus verheirateten Paaren mit oder ohne Nachkommen bzw. einem Elternteil mit Nachkomme) mit einer durchschnittlichen Größe von 2,85 Personen. In 26,7 % aller Haushalte lebten Kinder unter 18 Jahren sowie in 36,1 % aller Haushalte Personen mit mindestens 65 Jahren.
22,5 % der Bevölkerung waren jünger als 20 Jahre, 20,3 % waren 20 bis 39 Jahre alt, 26,8 % waren 40 bis 59 Jahre alt und 30,4 % waren mindestens 60 Jahre alt. Das mittlere Alter betrug 46 Jahre. 48,8 % der Bevölkerung waren männlich und 51,2 % weiblich.
56,6 % der Bevölkerung bezeichneten sich als Weiße, 38,2 % als Afroamerikaner, 0,3 % als Indianer und 0,3 % als Asian Americans. 3,5 % gaben die Angehörigkeit zu einer anderen Ethnie und 1,1 % zu mehreren Ethnien an. 5,6 % der Bevölkerung bestand aus Hispanics oder Latinos.
Das durchschnittliche Jahreseinkommen pro Haushalt lag bei 41.390 USD, dabei lebten 26,0 % der Bevölkerung unter der Armutsgrenze.

## Kultur und Sehenswürdigkeiten

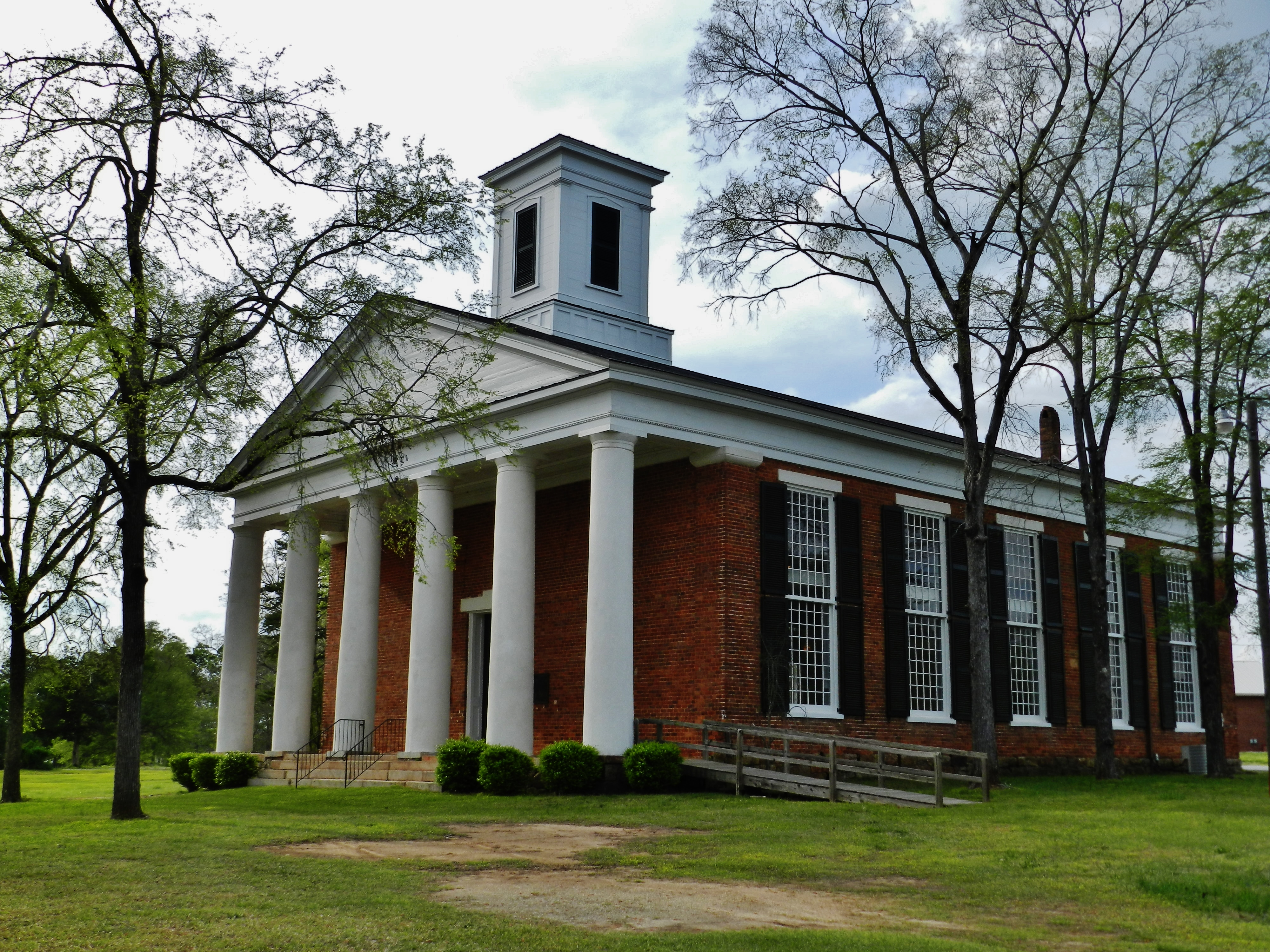
Mercer Chapel im Penfield Historic District (2014). Die Bauwerke in diesem Bezirk zeichnen sich durch ihre Greek-Revival-Architektur aus und entstanden um die Mitte des 19. Jahrhunderts. Der Penfield Historic District wurde im Januar 1976 als erstes Objekt im County in das NRHP eingetragen.

24 Bauwerke, Stätten und Historic Districts („historische Bezirke“) im Greene County sind im National Register of Historic Places („Nationales Verzeichnis historischer Orte“; NRHP) eingetragen (Stand 8. Januar 2024).

## Orte im Greene County
Orte im Greene County mit Einwohnerzahlen der Volkszählung von 2010:
Cities:
- Greensboro (County Seat) – 3359 Einwohner
- Union Point – 1617 Einwohner
- White Plains – 284 Einwohner
- Woodville – 321 Einwohner

Town:
- Siloam – 282 Einwohner